# Nicaria
Nicaria é um gênero de mariposa pertencente à família Crambidae.